# 海安路站
海安路站是青岛地铁2号线的地铁车站，位于中华人民共和国山东省青岛市崂山区香港东路与海安路交叉口南侧，于2017年12月10日开通。

## 车站结构
海安路站位于香港东路与海安路交叉口南侧，沿香港东路设置，呈南北走向，为地下两层岛式站台车站，车站长219.2米，宽19.4米，车站地下一层为站厅层，地下二层为站台层，站台设置全高站台门。车站南侧设有一条单渡线。
| 地面              | 出入口 | A、C出入口 |
| 地下一层          | 站厅   | 客服中心、自动售票机、验票机                                                                                        |
| 地下二层          | 站台   | \| \| \| 2号线往四川路（轮渡）（海川路） \| \| 島式 · 開左邊车门 \| \| \| \| \| \| 2号线往李村公园（石老人浴场） \| |
|                   |        | 2号线往四川路（轮渡）（海川路）                                                                                     |
| 島式 · 開左邊车门 |        | |
|                   |        | 2号线往李村公园（石老人浴场）                                                                                       |

## 出入口
海安路站目前开放2个出入口，各出口及周围设施如下所示：
| 编号                | 指示                                 | 建议前往的目的地                         | 图片 |
| ------------------- | ------------------------------------ | ---------------------------------------- | ---- |
| A · 出口 · （设有） | 香港东路(北)，海富路(南)             |                                          |      |
| C · 出口            | 香港东路(南)，海安路(西)，海口路(北) | 青岛雕塑馆，青岛城市展览馆，浮山森林公园 |      |
| 图例： 设有         |                                      |                                          |      |

## 接驳交通

### 公交车
- 海安路：37路，37路崂山六中区间，37路栲栳岛区间，102路环行，125路，321路环行，382路

## 车站历史
本站工程名与正式站名均为海安路站，以车站北侧的海安路命名。
- 2015年10月18日，车站主体结构封顶[4]。
- 2017年12月10日，车站随2号线一期东段通车开通[1]。